# ビーバーヘッド郡 (モンタナ州)
ビーバーヘッド郡（英: Beaverhead County）は、アメリカ合衆国モンタナ州の南西隅に位置する郡である。2010年国勢調査での人口は9,246人であり、2000年の9,202人から0.5％増加した。郡庁所在地はディロン（人口4,134人）であり、同郡で人口最大の町でもある。郡西部と南部の郡境の大半は大陸分水界であり、アイダホ州との州境にもなっている。分水界は北西隣のラバリ郡との郡境、ロストトレイル峠とチーフジョゼフ峠の間で東に曲がりモンタン州内に入っている。

## 歴史
ビーバーヘッド郡は1864年に設立され、郡名はショショーニ族インディアンがビーバーの頭の形に似ていると表現した岩石層に因むものである。
当初の郡庁所在地金鉱山のバナック（現在はゴーストタウン）にあったが、1881年に現在のディロンに移された。

## 地理
アメリカ合衆国国勢調査局に拠れば、郡域全面積は5,572平方マイル (14,431.4 km2)であり、このうち陸地は5,542平方マイル (14,353.7 km2)、水域は30平方マイル (77.7 km2)で水域率は0.53％である。面積ではモンタナ州で最も広い郡である。
ビッグホール川が郡内を流れている。

## 主要高規格道路
- 州間高速道路15号線
- アメリカ国道91号線
- モンタナ州道41号線
- モンタナ州道43号線

## 隣接する郡
- ラバリ郡 - 北西
- ディアロッジ郡 - 北
- シルヴァーボウ郡 - 北
- マディソン郡 - 東
- フレモント郡 (アイダホ州) - 南東
- クラーク郡 (アイダホ州) - 南
- レムヒ郡 (アイダホ州) - 西

## 国立保護地域
- ビーバーヘッド国立の森（部分）
- ビッグホール国立戦場跡
- ネズパース国立歴史公園（部分）
- レッドロック湖国立野生生物保護区

## 経済
ビーバーヘッド郡はモンタナ州内でも最大級に牛と干草を生産している。世界でも最大級のタルク（滑石）鉱山であるバーレット鉱山がある。2009年時点でバーレット病院ヘルスケアが郡内最大の雇用主である。

## 人口動態
以下は2000年国勢調査による人口統計データである。
| 基礎データ - 人口: 9,202人 - 世帯数: 3,684 世帯 - 家族数: 2,354 家族 - 人口密度: 1人/km2（2人/mi2） - 住居数: 4,571軒 - 住居密度: 0軒/km2（1軒/mi2） 人種別人口構成 - 白人: 95.86% - アフリカン・アメリカン: 0.18% - ネイティブ・アメリカン: 1.46% - アジア人: 0.18% - 太平洋諸島系: 0.04% - その他の人種: 1.09% - 混血: 1.18% - ヒスパニック・ラテン系: 2.67% 先祖による構成 - ドイツ系：16.7％ - イギリス系：14.9％ - アイルランド系：10.7％ - アメリカ人：9.0％ - ノルウェー系：7.2％ 年齢別人口構成 - 18歳未満: 24.6% - 18-24歳: 11.9% - 25-44歳: 25.1% - 45-64歳: 24.9% - 65歳以上: 13.6% - 年齢の中央値: 38歳 - 性比（女性100人あたり男性の人口） - 総人口: 105.0 - 18歳以上: 102.5 | 世帯と家族（対世帯数） - 18歳未満の子供がいる: 30.1% - 結婚・同居している夫婦: 54.8% - 未婚・離婚・死別女性が世帯主: 6.2% - 非家族世帯: 36.1% - 単身世帯: 29.7% - 65歳以上の老人1人暮らし: 11.0% - 平均構成人数 - 世帯: 2.36人 - 家族: 2.95人 収入と家計 - 収入の中央値 - 世帯: 28,962米ドル - 家族: 38,971米ドル - 性別 - 男性: 26,162米ドル - 女性: 18,115米ドル - 人口1人あたり収入: 15,621米ドル - 貧困線以下 - 対人口: 17.1% - 対家族数: 12.8% - 18歳未満: 20.3% - 65歳以上: 12.2% |

## 都市と町

### 都市
- ディロン - 郡庁所在地

### 町
- リマ

### 国勢調査指定地域
- ウィズダム

### その他の町
- アームステッド
- バナック
- デル
- グレン
- グレンデール
- ライアンシティ
- グリーンウッド
- ジャクソン
- レイクビュー
- ポラリス
- ワイズリバー

## 教育
モンタナ西大学がディロン市内にある。

## 著名な住人
- ジョゼフ・ポイントデクスター、ハワイ準州知事、ビーバーヘッド郡では郡検察官を務めた。